# Statens högertrafikkommission

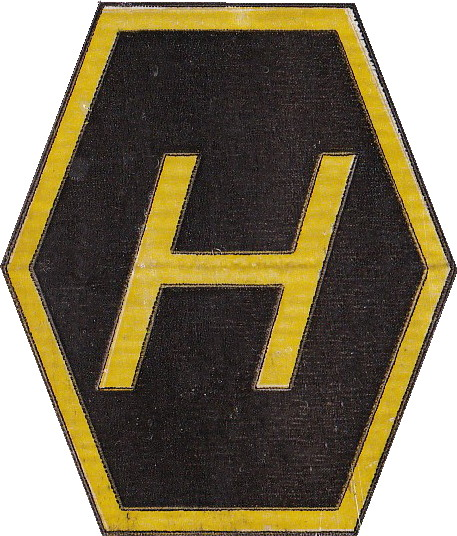
Statens högertrafikkommission använde ofta den här symbolen som kännetecken för Högertrafikomläggningen

Statens högertrafikkommission (HTK) var den myndighet som planerade för övergången till högertrafik 1967. Ordförande i den var landshövding Bertil Fallenius i Skaraborgs län. Vice ordförande och verkställande ledamot var överdirektör Gösta Hall 1963–1965 och därefter expeditionschefen Lars Skiöld. Till kommissionens förfogande stod två rådgivande delegationer, en för tekniskt-ekonomiska frågor samt en för trafiksäkerhetsfrågor. Dessutom fanns det en rad kommittéer med experter när det gällde trafikområdet, forskning, press, radio och TV, reklam och massmedia.
Upplysningsarbetet omfattade tre olika skeden:
- Det grundläggande skedet fram till dagen H.
- Omställningsskedet kring dagen H.
- Uppföljningsskedet efter dagen H.

HTK informerade medborgarna bland annat genom att ta fram en särskild symbol, ett H i en hexagon (se bild) som blev ett av kännetecknen för högertrafikomläggningen. Ett annat sätt att göra folk uppmärksamma på att vi faktiskt skulle köra till höger var att komponera och framföra klämmiga låtar. TV arrangerade en schlagerfestival för att utse bästa högerlåt. Dansbandet Telstars vann med "Håll dig till höger, Svensson", skriven av Peter Himmelstrand.